# Oh!Me大津テラス
Oh!Me大津テラス（オウミおおつテラス）は、滋賀県大津市打出浜にある複合商業施設（ショッピングモール）。本項目では、前身であるファッションビル「大津PARCO」についても記述する。

## 概要

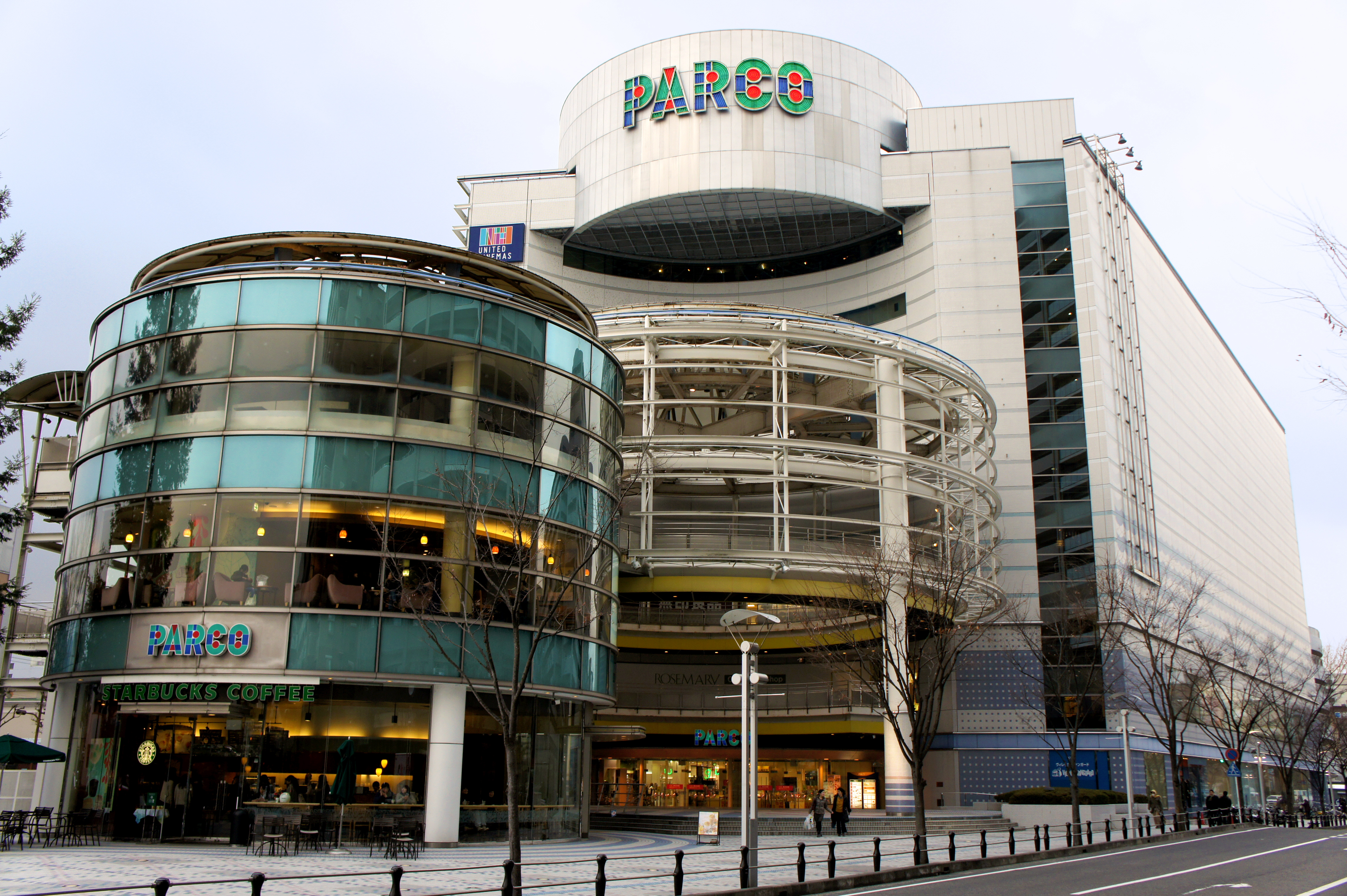
大津PARCO時代

### 大津PARCOとして開業
地方卸売市場の跡地に計画された商業施設で、1996年11月2日に開業した。"三角広場"を先頭に、円筒型ガラス張りの3層からなる「パルコサテライト」、そして"全天候型広場"をはさみ8階建ての「パルコ」それに付帯して6層310台分の「駐車場棟」の3つの部分からなり、パルコ時代は滋賀県唯一の大型ファッションビルであった。外観は琵琶湖のさざめく波をモチーフとしている。
開業当初は、128の専門店を擁し名古屋店に次ぐ営業面積約28,000㎡からなる、若者向けの売場構成で、開店1か月で50万人の来店を達成していた。しかし、2008年ごろからイオンモール草津やフォレオ大津一里山等の開業で競争が激化し、苦戦を強いられるようになる。パルコはターゲットの年代を拡大し、安価な衣料品チェーンや雑貨店など大型テナント中心の構成に改めたが、黒字であったものの収益力は回復せず、ピークの1998年度に105億円であったテナント売上高が、2016年度には35億円まで落ち込んだことから、2017年8月31日をもって閉店した。閉店に先立って、施設は前年10月31日に大阪のアーク不動産へと売却されている。
隣にはかつて同じセゾングループであった西武大津ショッピングセンター（西武大津店）があり、大津PARCOの開業にあわせてリニューアルを行うなどしていたが、競合激化による売上不振のため、2020年8月31日で閉店した。近隣にはびわ湖大津プリンスホテルも進出しているが、閉店した2施設も含めて、これらは西武グループ創始者の堤康次郎が滋賀県の出身であることから進出を決定したものである。

### Oh!Me大津テラスに新装開業
2018年4月27日、Oh!Me大津テラスとして、新たに開業した。名称の「Oh!Me」は、「私の場所」と「近江」を掛け合わせた造語で、30種あった候補の中から選ばれたという。
新装開業によって、新たに食品スーパや家電量販店、カフェ併設の書店など計42店舗が出店。7階に入居するユナイテッド・シネマ大津は、ユナイテッド・シネマ第1号館であり、「OTSU7シネマ」として開業し、2004年1月1日より現名称に改称。2022年3月27日に大津アレックスシネマが閉館して以降は、大津市内唯一の映画館となった。2024年3月1日付でユナイテッド・シネマが『ローソン・ユナイテッドシネマ』に社名変更したため、近日中に2度目の館名変更が予定されている。
2019年10月1日、取得から3年でアーク不動産は施設を日本エスコン（現：エスコン）に売却した。日本エスコンは大津テラスについて「当面は収益不動産として安定した賃料の確保、将来的には当該地の複合再開発を目的に取得した」とし、将来の再開発に含みを持たせた。

## フロア構成・営業時間

### 営業時間
- 営業時間 午前10時から午後8時30分
  - 6階レストラン街 午前11時から午後10時30分
  - 6階フードテラス、午前10時から午後10時
  - 6階プラザパル、午前10時から午後10時30分
  - 7階 ユナイテッド・シネマ大津 午前10時からレイトショー終了まで

### 本館
- 1階 
  - フレンドマート
  - マツモトキヨシ
  - メガネのノハラ など
- 2階
  - TSUTAYA BOOKSTORE  ほか
- 3階 
  - 閉鎖中
- 4階 
  - JEUGIAカルチャーセンター・ヤマハ音楽教室  など
- 5階 
  - Seria・ASOBLE
- 6階 レストラン街&フードテラス（フードコート）・サービス
  - とんかつ かつ麦
- フードコート
  - ちゃんぽん亭  など
- その他専門店
- 7階 ユナイテッド・シネマ大津
- 8階 ホットヨガスタジオ LAVA

### サテライト棟
- 1階
  - エフエム滋賀サテライトスタジオ
- 2階
  - 京進 膳所校
- 3階
  - 京進の英会話 ユニバーサルキャンパス

## 館内エレベーター・エスカレーター構成
三菱電機・日立製作所製のほぼ5割ずつを採用している。
- 正面入口エレベーター3機（24名乗り・1台車いす対応） 停止階 1階-8階
- 駐車場側エレベーター2機（24名乗り・1台車いす対応） 停止階 1階-6階（7階・8階・屋上（屋上の用途不明）のボタンもあるが、押しても停止しない（その趣旨のアナウンスが流れる））
- サテライトエレベーター1機（油圧式9名乗り・車いす対応）停止階 1階-3階
- 中央エスカレーター（1階-6階）
- 駐車場側エスカレーター（1階-6階）
- 青エスカレーター（6階-8階）